# 오세인 (법조인)
오세인(吳世寅, 1965년 10월 20일 ~ )은 부산지검 경남 울산지청 예하 검사 등을 거쳐 서울남지검 검사장 직책을 지낸 대한민국의 법조인이다. 강원도 양양 출신으로 강릉고등학교를 거쳐 서울대학교 법과대학을 나왔다. 1986년 제28회 사법시험에 합격하여 검사가 되었다.
대검찰청 공안 제2과 과장 겸 연구관, 범죄정보 제1담당관 겸 선임연구관, 공안기획관 겸 대변인, 기획조정부장, 반부패부장, 공안부장 등 공식 인사 발령만 9번으로 검찰 역사상 대검찰청에 최다 근무한 기록을 갖고 있다. 통상 검사들은 대검이나 서울중앙지검, 법무부 등에서 근무하는 기회가 그리 많지는 않은 편이다.
김주현 전직 대검 차장, 강찬우 전직 경기 수원지검 검사장 등과 함께 사법연수원 18기 트로이카로 불리었으며 공안, 기획, 공보 등 다방면에 실력을 인정받았다.
대검 중앙수사부의 후신인 반부패부의 초대 부장을 지냈고, 금융범죄 중점검찰청으로 증권범죄합동수사단 등이 둥지를 튼 서울남부지검을 이끌었다. 
부드러운 성품과 탁월한 상황 판단력으로 선·후배 검사들로부터 깊은 신뢰를 얻고 있다는 평가를 받는다.
문재인 정부 초기 검찰 조직을 이끌어나갈 차기 검찰총장 후보군에 올랐으나 동기인 문무일 총장후보자 지명 후 사직의사를 밝혔다

## 경력
- 해군 군법무관
- 1986년 : 제28회 사법시험 합격
- ~ 1989년 : 제18기 사법연수원
- 1994년 : 부산지방검찰청 울산지청 검사
- 1996년 6월 ~ 1998년 6월 : 서울지방검찰청 검사
- 1998년 6월 ~ 2001년 6월 : 대구지방검찰청 검사
- 2001년 6월 ~ 2002년 8월 : 대전지방검찰청 공주지청 지청장
- 대검찰청 공안2과 과장
- 서울남부지방검찰청 형사 6부 부장
- 대검찰청 범죄정보1담당관
- 서울중앙지방검찰청 공안 제1부 부장
- 대검찰청 공안기획관 겸 대변인
- 서울중앙지방검찰청 2차장검사
- 2011년 8월 : 서울고등검찰청 공판부장
- 2012년 7월 : 대구고등검찰청 차장검사
- 2012년 12월 : 대검찰청 기획조정부장
- 2013년 12월 : 대검찰청 반부패부 부장
- 2013년 12월 ~ 2015년 2월 : 대검찰청 공안부 부장
- 2015년 2월 ~ 2015년 12월 : 제13대 서울남부지방검찰청 검사장
- 2015년 12월 ~ 2017년 7월 : 제45대 광주고등검찰청 검사장
- 2017년 10월 : 변호사오세인법률사무소 변호사
- 2019년 11월 ~ : 법무법인 시그니처 대표변호사
- 2020년 3월 ~ 2023년 3월: 한국콜마홀딩스 사외이사
  - 한국콜마홀딩스 사외이사후보 추천위원회 위원장
- 2021년 3월 ~ : 탑엔지니어링 사외이사